# Arma semiautomática
M1911 (EUA).
Uma arma semiautomática, também chamada de arma de auto-carregamento, é aquela cujo mecanismo de ação carrega automaticamente um novo cartucho na câmara  (auto-carregamento) e o prepara para o disparo subsequente, mas exige que o atirador acione manualmente o gatilho para disparar cada tiro.
Normalmente, esse processo envolve a ação da arma utilizando o excesso de energia liberado durante o tiro anterior para destravar e mover o ferrolho, extraindo e ejetando o estojo do cartucho usado da câmara, reativando o mecanismo de disparo e carregando um novo cartucho na câmara, tudo sem intervenção do usuário.
Para disparar novamente, o usuário deve liberar o gatilho, permitindo que ele "reinicie", antes de puxá-lo novamente para efetuar outro disparo. Como resultado, cada acionamento do gatilho dispara apenas um único tiro em uma arma semiautomática, ao contrário de uma arma totalmente automática, que dispara continuamente enquanto houver munições e o gatilho for mantido pressionado.

## Histórico

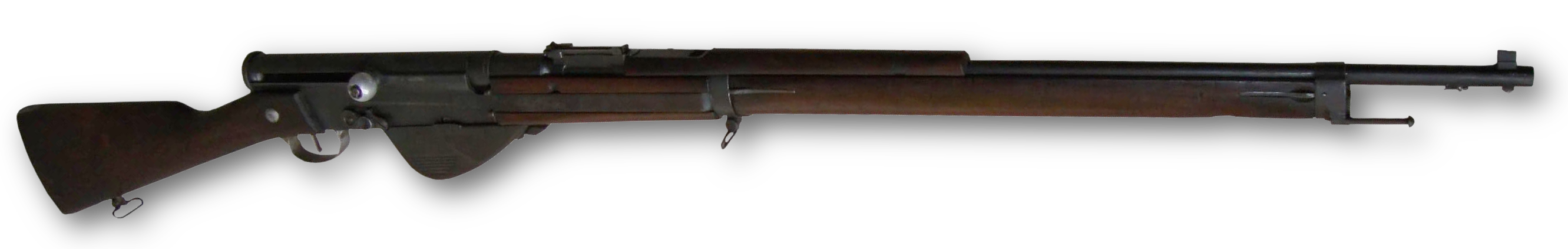
O Fusil Automatique Modèle 1917 foi a primeira arma semiautomática que dispara cartuchos a ser amplamente utilizada por todos os exércitos.

O primeiro design de sucesso para um rifle semiautomático é atribuído ao armeiro austríaco Ferdinand Ritter von Mannlicher, que revelou o design em 1885.

O modelo 85 foi seguido pelos igualmente inovadores rifles semiautomáticos Mannlicher Modelos 91 93 e 95.

Embora Mannlicher tenha ganhado sua reputação com seus designs de rifle de ferrolho, ele também produziu algumas pistolas semiautomáticas, incluindo a Steyr Mannlicher M1894, que empregava uma ação "blow forward" (ver: blowback) incomum e continha cinco cartuchos de munição de 6,5 mm que eram colocados no M1894 por um carregador do tipo "clip".